# Банпоток
Банпоток (рум. Banpotoc) — село у повіті Хунедоара в Румунії. Входить до складу комуни Хереу.
Село розташоване на відстані 291 км на північний захід від Бухареста, 8 км на схід від Деви, 107 км на південний захід від Клуж-Напоки, 139 км на схід від Тімішоари.

## Населення
За даними перепису населення 2002 року у селі проживали 513 осіб. Рідною мовою 510 осіб (99,4%) назвали румунську.
Національний склад населення села:
| Національність | Кількість осіб | Відсоток |
| -------------- | -------------- | -------- |
| румуни         | 507            | 98,8%    |
| угорці         | 5              | 1,0%     |